# Stylogyne araujoana
Stylogyne araujoana är en viveväxtart som beskrevs av Carrijo, M.F.Freitas och Peixoto. Stylogyne araujoana ingår i släktet Stylogyne och familjen viveväxter. Inga underarter finns listade i Catalogue of Life.